# Grant Parker
Terrence Grant Parker (ur. 29 października 1960 w Carterton) – nowozelandzki zapaśnik walczący w stylu wolnym. Olimpijczyk z Barcelony 1992, gdzie zajął jedenaste miejsce w kategorii 90 kg. 
Dwunasty na mistrzostwach świata w 1991. Brązowy medalista mistrzostw Wspólnoty Narodów w 1991. Czterokrotny medalista mistrzostw Oceanii w latach 1986 - 1997 roku.